# Yamaha YZF-R 125
Die YZF-R 125 ist ein seit 2008 erhältliches Leichtkraftrad des japanischen Herstellers Yamaha.

## Allgemeines
Die Möglichkeit, mit der Yamaha YZF-R 125 schon mit 16 Jahren, mit dem Führerschein der Klasse A1, diese Yamaha der R-Serie auf europäischen Straßen zu nutzen, macht das Motorrad vor allem bei jungen Leuten sehr beliebt. 2012 konnte die YZF-R 125 mit 1.414 Stück den zweiten Platz in der Liste der Neuzulassungen bei Leichtkrafträdern belegen. Die YZF-R 125 ist mit einer der leistungsstärksten Supersportler aus der 125ccm-Klasse.
Produziert wird sie zu einem Großteil bei dem Yamaha-Tochterunternehmen MBK in Frankreich. Das Design und die Fahrwerksgeometrie ähneln der Yamaha YZF-R 6. Die YZF-R 125 hat wie ihre große Schwester einen Stahl-Deltabox-Rahmen und eine Aluminium-Schwinge.
Ein Antiblockiersystem (ABS) ist für die YZF-R 125 seit dem Modelljahr 2015 erhältlich und gehört ab Modelljahr 2017 zur Standardausrüstung.
Den im Vergleich zu den Mitbewerbern relativ kurzen Ölwechselintervallen von 3000 km und den daraus resultierenden höheren Unterhaltskosten steht ein vergleichsweise hoher Wiederverkaufswert gegenüber.
Von der Fachpresse kritisiert wird die Erstbereifung Michelin Pilot Sporty, da der Reifen insbesondere bei Nässe schnell die Haftung verliert und so ein gerade für Fahranfänger problematisches Fahrverhalten bietet. Yamaha hebt die hohe Lebensdauer des Reifens hervor. Der Pilot Sporty wird billiger angeboten als Produkte der Mitbewerber wie Bridgestone oder Pirelli.

## Modellpflege

### 2013
Aufgrund der Führerscheinrichtlinie vom 19. Januar 2013 wird die YZF-R125 seit dem Modelljahr 2013 in Deutschland ungedrosselt ausgeliefert.

### 2014
Zum Modelljahr 2014 erfuhr die YZF-R 125 eine umfangreiche Modellpflege. Die wesentlichen Änderungen:
- Die Verkleidung wurde neu gestaltet und lehnt sich optisch an die neue YZF-R6 an. Der Lufteinlass befindet sich nun zwischen den Scheinwerfern. Die vordere Radabdeckung wurde im Carbon-Look neu gestaltet.
- Upside-Down-Telegabel
- Modifizierte Hebelanlenkung am hinteren Federbein
- radial montierter Bremssattel mit schwimmend gelagerter Scheibe
- Leichtere Räder
- Modifizierte Einspritzanlage
- Modifizierter Schalldämpfer
- Geändertes Multifunktions-Cockpit
- Geändertes Rücklicht und kürzerer Kennzeichenhalter

In einem Test der FAZ betrug der Verbrauch 2,6 l/100 km. Im Mai 2014 erschien die unverkleidete MT-125 auf derselben Plattform.

### 2015
Ab dem Modelljahr 2015 wird die YZF-R 125 optional mit ABS angeboten (Modelltyp Code: YZF-R125A).

### 2016
Für das Modelljahr 2016 wird die YZF-R 125 mit leicht veränderten Farben angeboten. Technisch gab es keine Änderungen.

### 2017
Aufgrund der neuen Verordnung der Europäischen Union bezüglich der Abgasnorm musste auch die Yamaha YZF-R 125 neu homologiert werden für Euro 4. Außer der Homologation und den Farben wurde nichts verändert.

### 2019
Die Yamaha YZF-R 125 des Modelljahres 2019 wurde hinsichtlich der Optik und Technik verändert. Der Hinterreifen ist auf eine Breite von 140 mm angewachsen und der neue Motor besitzt sowohl eine variable Ventilsteuerung, als auch eine Anti-Hopping-Kupplung. Sie ist in 3 verschiedenen Farben erhältlich.

### 2020
Keine Neuerungen bekannt.

### 2021
Keine Neuerungen bekannt.

### 2022
Nur noch in den Farben Icon-Blue und Tech Black verfügbar.

### 2023
Technische Änderungen: 5-Zoll-Farb-TFT-Display mit Konnektivität für Smartphones; verringerte Reibungsverluste im Inneren des Motors, effizientere Steuerung des Kühlerthermostats der Motor-Warmlaufphase und Steigerung die Kühlleistung des um 26 Prozent verkleinerten, leichteren Kühlers sowie neue Traktionskontrolle. Veränderungen in der Optik angelehnt an die Yamaha YZF-R7: Frontverkleidung mit verbesserter Aerodynamik und Minischeinwerfer in Verbindung mit seitlichen LED-Positionsleuchten.

### 2024
Keine Neuerungen bekannt.

### 2025
Eine Turn-By-Turn Navigation durch Displayteilung ist nun verfügbar. Hierzu ist die Yamaha My-Ride-App erforderlich, die via Bluetooth die Daten aus der App auf dem TFT-Display anzeigt. 
Die Sitzhöhe beträgt 820 mm (2023: 825 mm). Der Radstand wurde von 1355 mm auf 1325 mm verkürzt, für ein agileres Fahrgefühl.
Farbvarianten Icon Blue (glänzend Metallic) und Tech Black (matt)
Euro5+ konformer Motor.

## Modelle
| Modelljahr | Modelltyp Code / Produkt Code                                                           | Listenpreis (inkl. MwSt., Deutschland) | Farben                                                                                                |
| ---------- | --------------------------------------------------------------------------------------- | -------------------------------------- | --- |
| 2008       | 5D71 / 010                                                                              | 3995,00 €                              | Vivid Purplish Blue Candy 3 Black Metallic X Purplish White Solid 1 Competition Yellow                |
| 2009       | 5D72 / 010                                                                              | 3995,00 €                              | Vivid Purplish Blue Candy 3 Black Metallic X Vivid Yellowish Red Deep Purplish Blue Metallic 13       |
| 2010       | 5D74 / 010                                                                              | 3995,00 €                              | Mat Black 2 Bluish White Cocktail 1 Vivid Yellowish Red Deep Purplish Blue Metallic 13                |
| 2011       | 5D77 / 090                                                                              | 3995,00 €                              | Mat Black 2 Bluish White Cocktail 1 Deep Purplish Blue Metallic 13                                    |
| 2012       | 5D79 / 010                                                                              | 3995,00 €                              | Bluish White Cocktail 1 Deep Purplish Blue Metallic 13 Mat Gray Metallic 3 Mat White Metallic 3       |
| 2013       | 5D7F / 010                                                                              | 4095,00 €                              | Mat Black 2 Deep Purplish Blue Metallic 13 Mat Gray Metallic 3 Mat White Metallic 3                   |
| 2014       | YZF-R 125: 5D7K / 010 (1) 5D78 / 010 (2,3)                                              | 4350,00 €                              | Deep Purplish Blue Metallic 13 (1) Mat Gray Metallic 3 (2) Mat Deep Red Metallic 3 (3)                |
| 2015       | YZF-R 125: 5D7R / 010 (1) 5D7P / 010 (2,3) YZF-R 125 A: 5D7N / 010 (1) 5D7E / 010 (2,3) | 4395,00 € 4795,00 € mit ABS            | Deep Purplish Blue Metallic 13 (1) Mat Gray Metallic 3 (2) Vivid Yellowish Red 1 (3)                  |
| 2016       | YZF-R 125:                                                                              | 4395,00 € 4795,00 € mit ABS            | Deep Purplish Blue Metalic Mat Gray Metallic Vivid Yellowish Red                                      |
| 2017       | YZF-R 125                                                                               | 5195,00 € mit ABS                      | Race Blue Tech Black Radical Red                                                                      |
| 2018       | YZF-R 125                                                                               | 5195,00 €                              | Yamaha Blue (Deep Purplish Blue C) Radical Red (Red Metallic B) Tech Black (Mat Dark Gray Metallic 6) |
| 2019       | YZF-R 125                                                                               | 4995,00 €                              | Yamaha Blue Competition White Tech Black                                                              |
| 2020       | YZF-R 125                                                                               | -                                      | - |
| 2021       | YZF-R125                                                                                | -                                      | - |
| 2022       | YZF-R 125                                                                               | 5649,00€                               | Icon Blue Tech Black                                                                                  |
| 2023       | YZF-R 125                                                                               | 6049.00€                               | Icon Blue Tech Black                                                                                  |
| 2024       | YZF-R 125                                                                               | 6049.00€                               | Icon Blue Tech Black                                                                                  |
| 2025       | YZF-R 125                                                                               | 6099.00€                               | Icon Blue Tech Black                                                                                  |

## Technische Daten
| Kraftstoff: Superbenzin, bleifrei | Verbrauch: 3 l / 100 km | Tankvolumen: 13,8 l inkl. 1,6 l Reserve                       |
| Bohrung: 52,0 mm | Hub: 58,6 mm | Verdichtung: 11,2:1                                           |
| Abgasreinigung: Sekundär-Luftsystem, 2 Katalysatoren | |                                                               |
| Bereifung vorne: 100/80-17 M/C 52S auf 2.75 × 17" | Bereifung hinten: 130/70-17 M/C 62S auf 3.75 × 17" ab 2019: 140/70-17 M/C | Zuladung: 185 kg                                              |
| Ölwechselintervall: 3000 km | Wartungsintervall: 6000 km | Wartungsintervall: 6000 km                                    |
| Fahrwerk: vorne: 33,0-mm-Teleskopgabel, ab 2014: 41-mm-Upside-down-Gabel Dämpfung und Federbasis fest eingestellt. hinten: Alu-Zweiarmschwinge mit Gasdruckfederbein Dämpfung fest eingestellt, Federbasis voll einstellbar. | Fahrwerk: vorne: 33,0-mm-Teleskopgabel, ab 2014: 41-mm-Upside-down-Gabel Dämpfung und Federbasis fest eingestellt. hinten: Alu-Zweiarmschwinge mit Gasdruckfederbein Dämpfung fest eingestellt, Federbasis voll einstellbar. | Stahl-Deltabox-Rahmen Lenkkopfwinkel: 24,2° Nachlauf: 86,1 mm |